# Ecem Çalağan
Ecem Çalağan (* 18. Januar 1998) ist eine türkische Leichtathletin, die sich auf den Weitsprung spezialisiert hat.

## Sportliche Laufbahn
Erste internationale Erfahrungen sammelte Ecem Çalağan im Jahr 2015, als sie bei den Balkan-Hallenmeisterschaften in Istanbul mit 5,73 m den achten Platz belegte. Im Juli schied sie dann bei den Jugendweltmeisterschaften in Cali mit einer Weite von 5,80 m in der Qualifikationsrunde aus. Im Jahr darauf belegte sie bei den U20-Balkan-Meisterschaften in Bolu mit 5,76 m auf Rang sechs und 2017 gewann sie bei den U20-Balkan-Hallenmeisterschaften in Istanbul mit 6,01 m die Silbermedaille. Kurz darauf gelangte sie bei den Balkan-Hallenmeisterschaften in Belgrad mit 5,57 m auf Rang elf, ehe sie im Juli bei den U20-Balkan-Meisterschaften in Pitești mit 5,98 m den fünften Platz belegte. Anschließend verpasste sie bei den U20-Europameisterschaften in Grosseto mit 5,93 m den Finaleinzug und im Jahr darauf belegte sie bei den Balkan-Hallenmeisterschaften in Istanbul mit 5,62 m den achten Platz. 2019 brachte sie bei den Balkan-Hallenmeisterschaften ebendort keinen gültigen Versuch zustande und im September gelangte sie bei den Balkan-Meisterschaften in Prawez mit 5,62 m auf Rang sieben. 2020 wurde sie bei den Balkan-Hallenmeisterschaften in Istanbul mit 6,09 m Siebte und 2023 gelangte sie bei der 1. Liga der Team-Europameisterschaft im Rahmen der Europaspiele in Chorzów mit 5,95 m auf Rang 15. 2025 belegte sie bei den Balkan-Hallenmeisterschaften in Belgrad mit 5,94 m den sechsten Platz.
2019 wurde Çalağan türkische Meisterin im Weitsprung im Freien sowie 2018 und 2019 in der Halle.